# Taghreed El-Khodary
Taghreed El-Khodary es una periodista palestina es profesora invitada en el Programa de Oriente Medio del Fondo Carnegie para la Paz internacional, donde su investigación se centra en el futuro de Gaza. También es miembro de la Fundación Heinrich Boell 2010, y editora de fanack.com.
De 2001 a 2009, El-Khodary informó desde Gaza para The New York Times. Dejó de hacerlo poco después de que la publicación The Electronic Intifada informara de que Ethan Bronner, el jefe de la oficina del Times en Jerusalén, tenía un hijo que prestaba servicios en el ejército israelí. El Times decidió mantener a Bronner en su cargo, y El-Khodary dimitió, alegando que sentía que “no era prudente” que ella se quedara. “Es arriesgado”, dijo en una mesa redonda en el Centro Palestino en Washington D. C. "Es muy delicado y realmente me decepcionó que [el New York Times] tomara esta decisión, pero entienden por qué dejé el cargo".

## Formación
El-Khodary nació en Gaza y es licenciada en Comunicación por la Universidad Americana de El Cairo y una maestría en comunicación de masas de la Universidad Estatal Murray, a la que asistió con una beca del Programa Fulbright. Más tarde, El-Khodary regresó a los EE. UU. para solicitar una Beca Nieman de la Universidad de Harvard en 2006, como becaria Ruth Cowan Nash, y nuevamente en 2010 como becaria de la Fundación Heinrich Boell y profesora visitante del Fondo Carnegie para la Paz International.

## Trayectoria profesional
El-Khodary ha trabajado como reportera de radio para Voz de America; como reportera de televisión de Al Jazeera; y como corresponsal de noticias de televisión para Al Hayat LBC, además de trabajar en documentales para las cadenas National Geographic, PBS (EE. UU.), ITV (Reino Unido) y CBC (Canadá). En 2010 dirigió un programa de mentoría de tres semanas sobre cobertura electoral para periodistas en el norte de Sudán, bajo los auspicios del Programa de las Naciones Unidas para el Desarrollo y el Fojo Media Institute de la Universidad Linneo de Suecia.
El-Khodary ganó cierta celebridad durante el Conflicto de la Franja de Gaza de 2008-2009, cuando Israel impidió a los corresponsales cruzar la frontera entre Gaza e Israel y ella era una de las pocas corresponsales que podían informar desde Gaza. Se describe a sí misma como una de los "muy pocos periodistas objetivos" que cubren el conflicto, y fue elogiada por la "cobertura profunda y equilibrada" del mismo. Siente que su identidad, como palestina, le resultó útil para sus reportajes en Gaza porque pudo "vivir la historia".
Tras hacerse público que el entonces jefe de la oficina del New York Times en Jerusalén, Ethan Bronner, tenía un hijo alistado en las Fuerzas de Defensa de Israel, y dado que el New York Times se negó a despedirle, El-Khodary decidió dejar su trabajo en el periódico.